# Полоз Еморі
Полоз Еморі (Pantherophis emoryi) — неотруйна змія з роду Pantherophis родини вужеві. Має 2 підвиди. Інша назва «велика рівнинна щуряча змія». Раніше вважався підвидом маїсового полоза.

## Опис
Загальна довжина коливається від 70 до 150 см. Голова сплощена. Тулуб стрункий. Хвіст досить довгий. Колір шкіри тьмяніший на відміну від інших представників роду. Переважають світло-сірі тони з коричневими або темно-сірими плямами на спині та низькою темних шийних смуг. Червоні кольори у забарвленні відсутні.

## Спосіб життя
Полюбляє кам'янисту місцину з лісами. Більшу частину життя проводить на деревах. Активна у сутінках. харчується птахами, ящірками та гризунами.
Це яйцекладна змія. Самка відкладає від 10 до 20 яєць.

## Розповсюдження
Мешкає на південному заході США та півночі Мексики.

## Підвиди
- Pantherophis emoryi emoryi
- Pantherophis emoryi meahllmorum